# Klanggeschichte
Der Begriff Klanggeschichte steht für eine erzählte Geschichte mit dem Einsatz einfacher Instrumente.

## Aufbau
Eine Klanggeschichte ist meist sehr einfach aufgebaut und beinhaltet bestimmte Gegenstände / Personen / Ereignisse als Schlagworte. Wird eines dieser Schlagworte genannt, wird der Klang eines bestimmten, dem Schlagwort zugeordnetem Instrumentes abgespielt. Eine Klanggeschichte wird in der Gruppe erzählt, d. h. eine Person übernimmt die erzählende Rolle und beliebig viele weitere Personen bedienen die Instrumente. Dies fördert unter anderem die Konzentrationsfähigkeit sowie die Wahrnehmung und die Fähigkeit zur Gruppenarbeit.

## Zielgruppe
Klanggeschichten werden meistens in Kindergärten oder frühen Grundschulklassen unter reger Mitwirkung der Gruppenmitglieder erzählt. In der Regel übernimmt der Erzieher / Lehrer die erzählende Rolle und die Kinder bedienen die jeweiligen Instrumente.

## Instrumente
- Klanghölzer (z. B. Pferdetraben)
- Seidenpapier-Rascheln (z. B. Wind)
- Xylophon (z. B. Kirchenuhr, Glocke)
- Rassel (z. B. Aussaat)
- Triangel (z. B. Einsetzen eines bestimmten Ereignisses)
- Trommel (z. B. Donner zum Gewitter)